# Vîșniv, Kiverți
Vîșniv (în ucraineană Вишнів) este un sat în comuna Borohiv din raionul Kiverți, regiunea Volînia, Ucraina.

## Demografie
Componența lingvistică a localității Vîșniv
     Ucraineană (98,46%)
     Rusă (1,35%)
     Alte limbi (0,19%)
Conform recensământului din 2001, majoritatea populației localității Vîșniv era vorbitoare de ucraineană (98,46%), existând în minoritate și vorbitori de rusă (1,35%).